# Маклафлин, Мэри Луиза
Мэри Луиза Маклафлин (англ. Mary Louise McLaughlin, 29 сентября 1847 — 13 января 1939 года) — американская художница-керамистка и гончар из Цинциннати, главный местный конкурент Марии Лонгворт Николс Сторер. Являлась одной из основателей движения Американской художественной керамики.

## Биография
Мэри Луиза Маклафлин родилась 29 сентября 1847 года в богатой семье, её отец был владельцем успешной компании по продаже галантерейных товаров, её старшим братом был архитектор Джеймс Маклафлин. Проявляя художественные способности с юного возраста, Мэри не брала официальных уроков рисования до 1873 года. В 1874 году в Художественной академии Цинциннати она начала посещать занятия по китайской живописи. В этом же году в академии проходила выставка Марии Лонгворт.
В 1875 году работы двух женщин были представлены на церемонии чаепития и получили признание критиков, в 1876 году обе женщины участвовали во Всемирной выставке в Филадельфии. Во время выставки Мэри больше всего была впечатлена работами французской компании Haviland & Co., выполненными в технике подглазурной росписи. В то время это было уникальным достижением, и она вернулась в Цинциннати с решимостью разгадать секрет их метода. После возвращения она написала книгу о китайской живописи, которая разошлась большим тиражом — Китайская живопись: практическое руководство для любителей в отделке твердого фарфора англ. China Painting: A Practical Manual for the Use of Amateurs in the Decoration of Hard Porcelain. Мэри продала больше своих работ на выставке, чем Мария, тем самым начав своего рода соревнование между двумя женщинами.
В 1877 году она научилась подглазурной росписи и стала первым художником в США, работавшем в этой технике. В 1879 году Мэри вместе с Кларой Ньютон и другими художниками основали Гончарный клуб Цинциннати, члены клуба изготавливали свою керамику на гончарной фабрике Фредерика Далласа Гамильтон-Роуд. Мария Сторер отклоняет приглашение присоединиться к клубу, и в 1880 году открывает свою гончарную мастерскую и магазин «Rookwood Pottery».

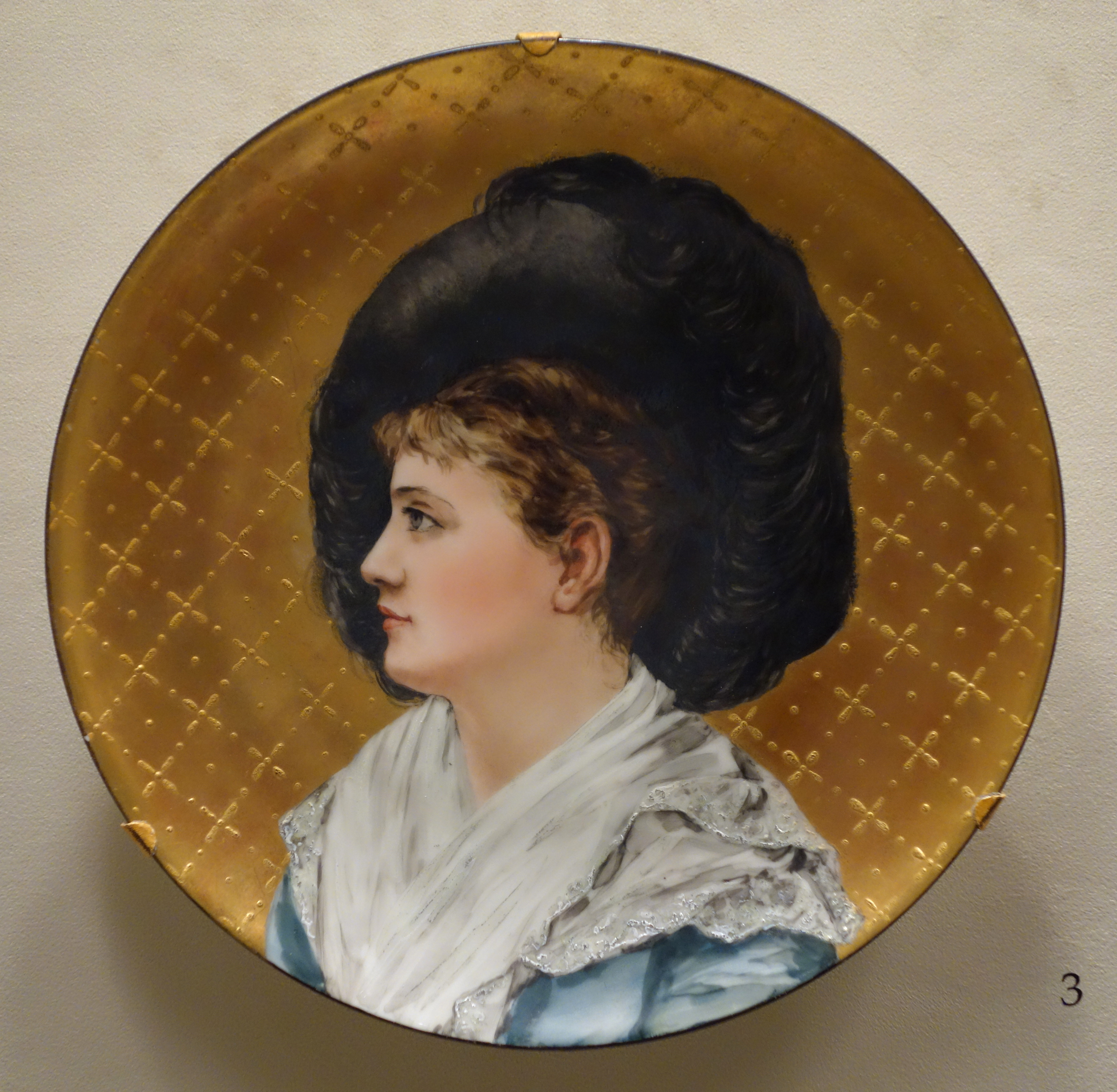
Портрет Эстер Маклафлин (племянницы художницы), Мэри Луиза Маклафлин, 1882, фарфоровая заготовка — Художественный музей Цинциннати

В 1880 году Мэри опубликовала произведение — Украшение керамики под глазурью англ. Pottery Decoration under the Glaze. К этому времени методика уже внедрялась в других частях страны. В том же году она создала одну из своих самых знаменитых ваз, в то время самую большую в Америке, украшенную подглазурной росписью — «вазу Али-Бабы» — высотой 93,98 см (37 дюймов) и объёмом 100 литров (22 галлона). На ней изображены слабо окрашенные цветы гибискуса на земле цвета шалфея. В 1882 году Мария Сторер в ответ на работу своего конкурента сделала вазу Аладдина с изображениями дракона и сома. Она была не такая высокая, как ваза Али-Бабы, но шире и технически сложнее.
В 1883 году Фредерик Даллас умер, его фабрика закрылась, и Гончарный клуб Цинциннати был вынужден снимать помещение в мастерской Марии Сторер, затем она выселила клуб из-за конфликта интересов, при этом он продолжал изготавливать свои керамические изделия в Rookwood. В это время Мэри занялась портретной живописью, посещая занятия Фрэнка Дювенека. В 1890 году новый владелец Rookwood Уильям У. Тейлор под руководством Марии Сторер утверждал, что Мэри Маклафлин не была истинным первооткрывателем метода подглазурной росписи — этот инцидент положил конец любым отношениям между двумя женщинами.
В 1893 году Мэри представила две гравюры и портрет Генри Л. Фрая в Женском здании на Всемирной выставке в Чикаго.
В 1890-х годах она вернулась к гончарному делу, работая на собственном заднем дворе в стиле самой сложной в своем роде студийной керамики. Она успешно прошла путь от росписи фарфора до его создания. С 1885 года ей помогала в работе компаньонка и домработница ирландская иммигрантка Маргарет «Мэгги» Хики. К зиме 1898—1899 годов она отливала всю посуду, к осени 1901 года она также управляла всем обжигом. В 1906 году Мэри бросила гончарное дело и вернулась к письму. Маргарет умерла в 1932 году, всё ещё работая на неё.
В 1934 году Грейс У. Хазард (1869—1952) заменила Маргарет. Она называла Мэри «Ма», была главным бенефициаром её завещания, которое оспаривалось её семьёй. Мэри Маклафлин умерла 13 января 1939 года в возрасте девяноста одного года, и была похоронена на кладбище Спринг Гроув. Грейс похоронена рядом с ней.

## Книги
- Китайская живопись: практическое руководство для любителей в отделке твердого фарфора англ. China Painting: A Practical Manual for the Use of Amateurs in the Decoration of Hard Porcelain (1880)
- Украшение керамики под глазурью англ. Pottery Decoration under the Glaze (1880)
- Живопись маслом: руководство для студентов англ. Painting in Oil: A Manual of Use for Students (1888)
- Роспись по фарфору: Практическое руководство для любителей англ. China Painting: A Practical Manual for the Use of Amateurs in the Decoration of Hard Porcelain (1894)
- Краткое изложение истории: от доисторических времен до конца Великой войны англ. An Epitome of History: from Pre-Historic Times to the End of the Great War (1923)